# Высотный корректор
Высотный корректор – устройство помогающее регулировать отношение количества топлива к кислороду впрыскиваемое в камеру сгорания мотора. Корректор отвечает за нормальную работу двигателя на больших высотах.

## В общих чертах
Для нормальной работы двигателя в камеру сгорания впрыскивается определённое количество топлива и кислорода.

## Пример на поршневом авиационном двигателе
На больших высотах плотность воздуха понижена, и карбюратор не в состоянии создать оптимально обогащенную топливную смесь, то есть из-за недостатка кислорода впрыскиваемое в двигатель топливо не может сгореть полностью, и мотор начинает "захлебываться" из-за чего падает существенно мощность двигателя. Чтобы достичь баланса кислород/топливо, нужно воспользоваться высотным корректором.
Для достижения этого баланса нужно "обеднить смесь". После того как пилот задействует 
определенный рычаг/вентиль, в камеру сгорания будет поступать меньше топлива, обеднять до 
тех пор, пока не будет достигнут баланс между кислородом и топливом (это зависит от высоты 
полёта), что будет гарантировать полное сгорания топлива и, соответственно, оптимальную работу двигателя.
При спуске необходимо "обогатить смесь" чтобы иметь полную мощность двигателя.